# Brooksgebergte
Het Brooksgebergte (Engels: Brooks Range) is een bergketen in het noorden van Noord-Amerika. Het gebergte is waarschijnlijk 126 miljoen jaar oud en strekt zich uit van Noord-Alaska tot het Canadese territorium Yukon. Het is van oost naar west 1.127 en van noord naar zuid 241 kilometer lang. Het hoogste punt van de keten bevindt zich op 2.479 meter hoogte.

## Naamgeving
De keten werd door de United States Board on Geographic Names in 1925 vernoemd naar geoloog Alfred Hulse Brooks. In Engelstalige historische bronnen worden voor het gebergte verschillende namen gebruikt, waaronder de Arctic Mountains, Hooper Mountians, Meade Mountains en Meade River Mountains. Het Canadese deel behoort tot het nationaal park Ivvavik en wordt ook wel met British Mountains aangeduid.

## Gebied
In het grotendeels onbewoonde gebied bevindt zich de Atigunpas, een bergpas waar de Dalton Highway en het Trans-Alaska Pipeline System doorheen gaan. De plaatsen Anaktuvuk Pass en Arctic Village liggen in het Brooksgebergte, evenals de zeer kleine nederzettingen Coldfoot, Wiseman en Bettles en het Chandalarmeer. In het westen, in de buurt van de Wulikrivier, ligt de grootste zinkmijn ter wereld, genaamd Red Dog.
De Richardson Mountains maken deel uit van het Brooksgebergte.

## Documentaires
Het Brooksgebergte komt in de volgende documentaires voor:
- Gates of the Arctic: Alaska's Brooks Range (2007)
- Alone Across Alaska: 1,000 Miles of Wilderness (2008)